# Boiruna maculata
Boiruna maculata — вид отруйних змій родини полозових (Colubridae). Мешкає в Південній Америці.

## Поширення і екологія
Boiruna maculata мешкають в Бразилії, південно-східній Болівії, Парагваї, Уругваї і Аргентини. Вони живуть в різноманітних природних середовищах, від пустель монте і чагарникових заростей Чако до вологих атлантичних лісів. Живляться переважно зміями, а також птахами, дрібними ссавцями, ящірками і рибою. Відкладають яйця, розмножуються протягом всього року.